# 欧化薬業
香港欧化薬業有限公司（おうかやくぎょう、英: Europharm Laboratoires Co,）は、香港の製薬会社。1986年に設立され、同年7月に大埔工業団地に4千m2の工場を開設した。1995年には香港特別行政区政府衛生署より優良薬品生産管理規範 (GMP) 適合の認定を受けた。

## 主な製品
- 解熱剤
- 鎮痛剤
- 総合感冒薬
- 胃腸薬
- 抗生物質
- 点眼薬

## 薬害
2009年に、香港とマカオで供給された欧化薬業製の痛風治療薬「アロプリノール錠」が基準を大幅に上回るケカビで汚染されており、投与を受けた白血病や悪性リンパ腫の患者が相次いで死亡した。事件後、香港政府衛生署は直ちに、処方された欧化製アロプリノールを他のメーカーの製品に交換する措置を講じた。患者への投与を行った病院の一部は24時間体制で対応に当たった。粉嶺裁判所は不適切な薬品を販売した罪で、法令の上限の20万香港ドルの罰金を科した。裁判官は、法令の上限があるとはいえ、事件の深刻さを反映した額ではないと述べている。